# Nematocampa straminea
Nematocampa straminea är en fjärilsart som beskrevs av W. Warren 1900. Nematocampa straminea ingår i släktet Nematocampa och familjen mätare. Inga underarter finns listade i Catalogue of Life.